# Brathay

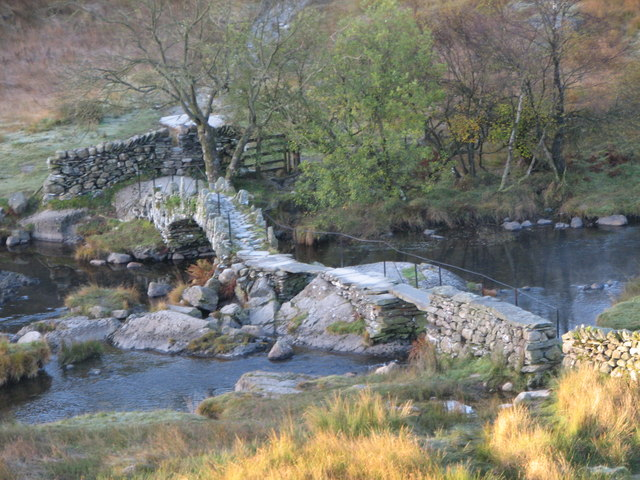
Slater Bridge ist eine Clapper bridge über den Brathay

Der Brathay ist ein Fluss im Lake District, Cumbria in England. Der Brathay hat seinen Ursprung auf dem Wrynose Pass, unweit des Three Shire Stone.
Der Brathay folgt der Straße über den Wrynose Pass in Richtung Osten. Er fließt erst durch den Little Langdale Tarn und dann durch den Elter Water See.
Südwestlich von Ambleside mündet der Brathay in den Rothay.
Der Fluss war in seiner gesamten Länge ein Teil der historischen Grenze zwischen Lancashire und Westmorland, heute liegt er Fluss vollständig in Cumbria.